# Мистер Хэнки, рождественская какашка
Это статья об эпизоде «Южного Парка». О персонаже «Южного Парка» см. Мистер Хэнки. О песне см. Mr. Hankey the Christmas Poo (сингл).
«Мистер Хэнки, рождественская какашка» (англ. Mr. Hankey, the Christmas Poo) — девятый эпизод сериала «Южный Парк», премьера которого состоялась 17 декабря 1997 года. Это первый рождественский эпизод сериала.

## Сюжет
Третьеклассники под руководством мистера Гаррисона готовят рождественскую постановку, в которой роль Иосифа, мужа Богородицы, играет Кайл. Неожиданно в школу является его мать, недовольная тем, что Кайл участвует в постановке про Иисуса — ведь он иудей. Кайл предлагает заменить рождественский символ с Иисуса на мистера Хэнки, рождественскую какашку (о которой неизвестно никому, кроме него). Репетиция срывается; после школы другие дети отказываются заниматься с Кайлом приготовлениями к Рождеству, и он поёт песню «Одинокий еврей в Рождество».
Вечером возле мэрии возникает огромный митинг. Подхватив идею Брофловских, различные меньшинства начинают протестовать против различных элементов праздника. Мэр с помощниками решают провести специальное исследование, чтобы устроить в городе наиболее политкорректное Рождество. Кайл перед всеми горожанами снова вспоминает про мистера Хэнки.
Вечером Кайла отчитывают родители, убеждая, что мистера Хэнки не существует; однако во время приготовлений ко сну рождественская какашка является Кайлу из унитаза. Мистер Хэнки начинает петь и писать собой надписи, Кайл хватает его и, когда родители вламываются в туалет, они видят Кайла с куском фекалий в руке.
На следующий день Кайл решает принести мистера Хэнки в школу, чтобы Стэн, Кенни и Картман могли убедиться в его подлинности. Когда он открывает коробочку с мистером Хэнки на остановке, то они опять же видят неподвижный кусок фекалий. В школе начинаются репетиции «политкорректного» спектакля, без Санты и Иисуса; пытаясь придумать, какую спеть рождественскую песенку, Картман решает спеть о той, по чьей вине испорчен праздник, и поёт «Мама Кайла - тупая сука» в ре минор. Во время этой песни мистер Хэнки оживает и, решив наказать Эрика, прыгает ему на лицо.
Все видели, что Кайл швыряется фекалями в людей, и его отправляют к психологу. Мистер Мэки говорит, что Кайл — «фекалофил, одержимый сортирным зловонием» и утверждает, что ему можно помочь. Однако, заметив в своей чашке купающегося мистера Хэнки, он приходит в бешенство и отправляет Кайла в психиатрическую лечебницу.
В школе начинается спектакль. Сопровождаемый монотонной музыкой Филипа Гласса и представляющий собой малоосмысленные движения по сцене, «политкорректный» спектакль вызывает недовольство у всей публики, включая Брофловских; завязывается драка. Тем временем Шеф спрашивает у детей, где Кайл; когда те отвечают, что он в психушке, поскольку бредит рождественской какашкой, выясняется, что Шеф тоже знает мистера Хэнки. Он просит детей, чтобы те поверили в него, и они, поняв, что Кайл не сошёл с ума, говорят, что верят в мистера Хэнки. Тогда он появляется и успокаивает всех.
Все жители города вместе с мистером Хэнки идут к сидящему в психушке Кайлу. Они объясняют ему, что поняли, как ошибались, и все вместе поют песенку «Мистер Хэнки — рождественская какашка». Тем временем (этот финальный эпизод показывается в середине титров) одинокий Иисус сидит в студии своей программы и поёт: «С днём рожденья меня», после чего задувает свечи на торте.

## Смерть Кенни
На протяжении всей серии иронично обыгрывается неизбежность смерти Кенни: его посылают на самые опасные задания, он попадает в сложные ситуации (вытащить из розетки, вокруг которой разлита вода, все шнуры, или залезть на самый верх лестницы, расположенной над бассейном с акулой). Когда в конце все герои стоят перед нами (живой Кенни — среди них), Кайл говорит: «Знаете, мне кажется, что как будто бы что-то не так»; Картман добавляет: «Да, как будто бы что-то не закончено». Стэн спрашивает: «И что же это может быть?» После недолгой паузы на экране появляется надпись «The End» (Конец), и Кенни вопит от радости.

## Персонажи
В этом эпизоде впервые появляются:
- Мистер Хэнки
- Джеральд Брофловски
- Половинкин

В детском хоре, появляющемся в самом начале эпизода, поют:
- верхний ряд — Берта (вторая слева) и трое неизвестных мальчиков;
- средний ряд — Фосси, Терренс, Крэйг, неизвестная девочка (выглядящая как Энни с другим цветом волос), Кевин;
- нижний ряд — неизвестный мальчик (точная копия стоящего в верхнем ряду), Биби, Энни, неизвестные мальчик и девочка, Пип.

Также в спектакле участвуют: Стэн (рассказчик), Венди (дева Мария), Кайл (Иосиф), Картман (волхв), Дог Пу и Клайд (в коронах), Кенни (ангел) и ещё трое неизвестных детей. Во время пения Картманом песни про маму Кайла среди детей, репетирующих в спектакле, появляется Токен, а во время самого представления — Баттерс.

## Пародии
- Фраза, которую Кайл говорит, распевая песню про дрейдел, — «второй куплет, так же, как первый» (англ. Second verse, same as the first) — взята из песни Herman's Hermits «I’m Henery the Eight, I Am».
- Намёк на «Питера Пэна» — то, что мистер Хэнки появляется, только если в него верить.

## Факты
- Основа сюжета взята из реального жизненного опыта: из воспоминаний Мэтта Стоуна, еврея по национальности, о том, как он не знал, чем занять себя в Рождество, и воспоминаний Трея Паркера об аналогичной ситуации у его еврейского знакомого времён детства[1].
- Двое из команды создателей сериала называют сцены из этого эпизода своими любимыми. Режиссёр-аниматор Эрик Стоф считает своим любимым моментом в шоу первое появление мистера Хэнки: он объясняет это тем, что не думал, что телекомпания решится пустить в эфир сцену с танцующим куском дерьма, а также тем, что её анимировал аниматор Тони Нагнес. Продюсер Фрэнк Эгнон называет своим любимым моментом сцену с пением Кайлом песни «The Lonely Jew on Christmas»[2].
- Надпись «Noel», которую пишет на зеркале в туалете мистер Хэнки, обозначает Рождество по-французски.
- В комнате Кайла на стене висит плакат «Go Cows» (Вперёд, коровы — коровы являются символами городской школы), а на столе стоит его фото со слоном (которого Кайл завёл себе в эпизоде «Слон занимается любовью со свиньёй»).
- В этом эпизоде впервые в сериале появилась реминисценция на одного из детских кумиров Саут-Парка — Джона Элуэя.
- Среди зрителей спектакля можно увидеть появляющихся также в серии «Дэмиен» взрослых с лицами Билла и Фосси (возможно, это их отцы). Это их первое появление в сериале, считая по хронологии выхода серий (хотя по нумерации «Дэмиен» идёт раньше).
- Реклама мистера Хэнки — первый появившийся в сериале «живой» фрагмент.
- В этом эпизоде Картман впервые исполняет оскорбительную песню про маму Кайла. Её же, но в переработанном виде, он исполняет в полнометражном мультфильме Южный Парк: больше, длиннее и без купюр.
- Первая серия, в которой не умер Кенни.
- В этой серии есть сцена после титров с Иисусом